# Kléftiko (Mílos)

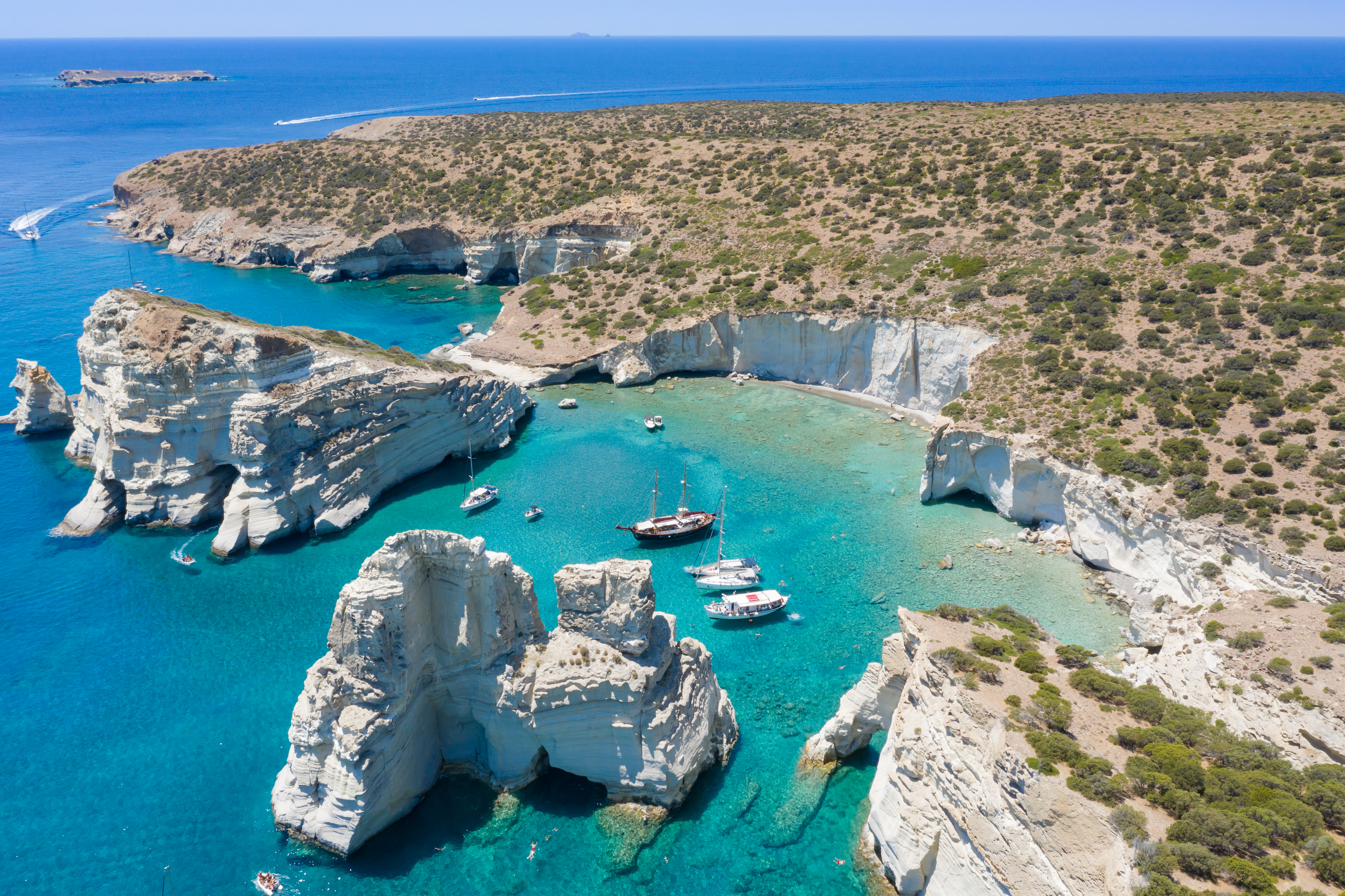
Vue panoramique de la zone de Kléftiko.

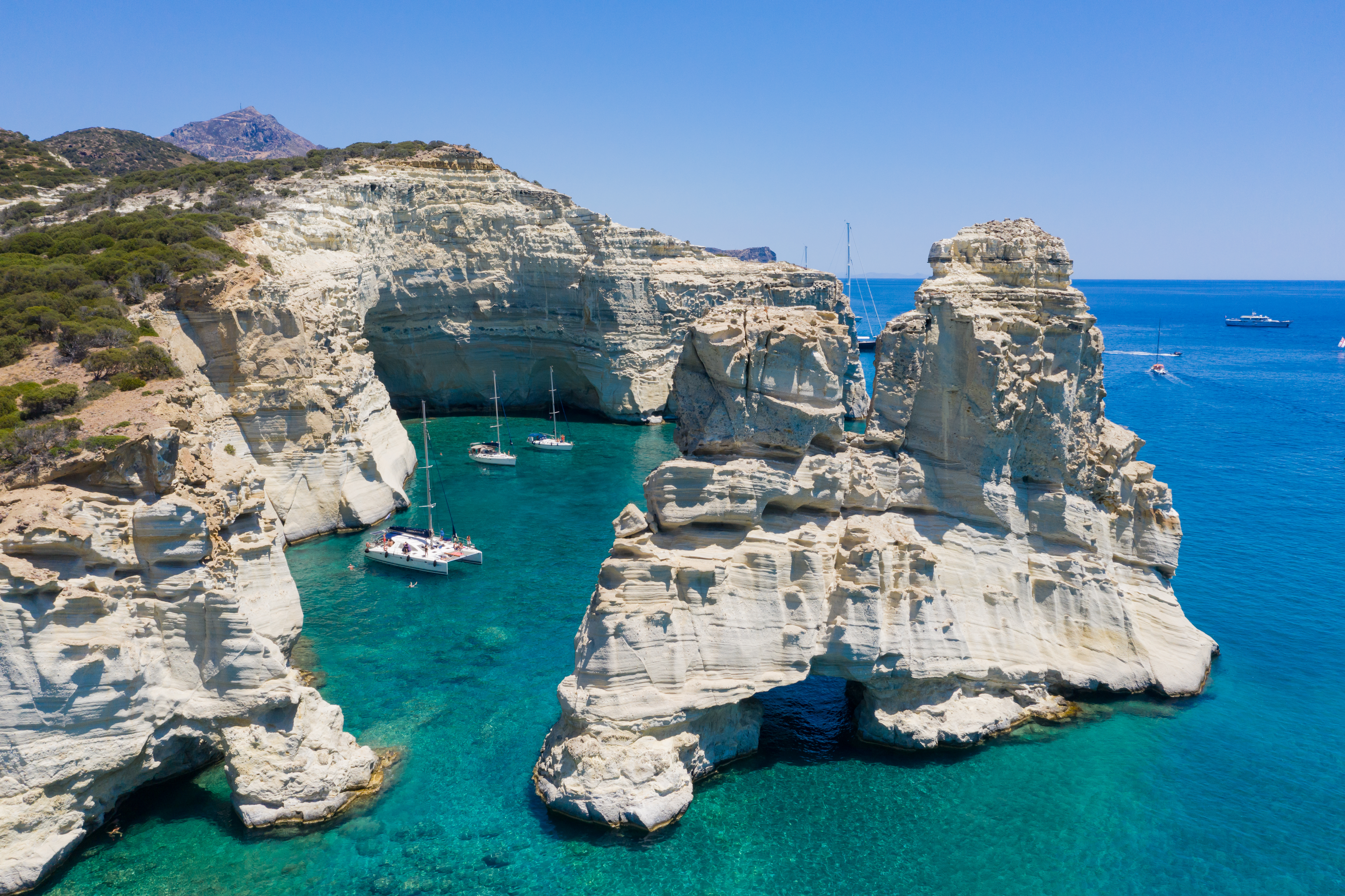
Vu de Kléftiko.

Kléftiko (grec moderne : Κλέφτικο) est une région située dans le sud-ouest de l'île de Mílos, en Grèce, caractérisée par la présence de falaises et de roches de couleur blanche dans la mer s'étendant sur trois baies successives. Ces roches sont d'origine volcanique. Le paysage actuel est le résultat de l'érosion provoquée par la mer et par les vents, entraînant la formation de cavités et de grottes dans les roches.
Le nom de Kléftiko remonte à l'époque de la piraterie en Méditerranée, période pendant laquelle la région de Kléftiko est nommée ainsi en raison de l'existence de criques servant de base aux pirates pour attaquer les navires de passage. En même temps, les grottes de la région sont utilisées comme abris en cas de mauvaises conditions météorologiques.
Les roches composant Kléftiko sont des feldspaths (pierre ponce) formés il y a environ 3,1 millions d'années, sous la forme de couches. Dans les environs de Kléftiko, on y trouve également du basalte,.
Aujourd'hui, Kléftiko constitue une destination populaire, accessible par bateaux d'excursion ou par sentiers de randonnée.